# Groupe Axian
 (mai 2022).
 (septembre 2024).
L'article doit être relu — et modifié si nécessaire — par des contributeurs indépendants pour apporter un regard critique aux contributions effectuées en violation des conditions d'utilisation de Wikipédia, tant sur la forme (notamment concernant le style encyclopédique, la proportionnalité) que sur le fond (la neutralité de point de vue, la qualité et l'indépendance des sources).
Axian est une multinationale malgache, présente dans 32 pays et territoires de l’océan Indien et l’Afrique, notamment à travers ses investissements directs. Elle opère dans cinq secteurs d’activité : l’immobilier, la télécommunication, la finance, l’énergie et l’innovation. En 2022, le chiffre d’affaires du groupe s'élève à 1,9 milliard de dollars, la faisant ainsi la première entreprise de Madagascar en termes de chiffre d'affaires.

## Histoire
Le groupe est créé à Madagascar par la famille Hiridjee, qui à l'origine étaient des Karanes immigrés d'Inde en 1866,. Vers 1950, les oncles Hiridjee, forment la société textile Hirimix. En 2015, le groupe Hiridjee se restructure et devient Axian Group.
Le CEO actuel est Hassanein Hiridjee. Diplômé de l'ESCP Business School en 1997, celui-ci retourne à Madagascar et devient une personnalité du monde des affaires en Afrique.
Il a la vision de développer un groupe panafricain engagé dans l'inclusion des africains. Il est récompensé du prix de CEO Of The Year en 2022 au Africa CEO Forum Awards de Mazars et Jeune Afrique,. En 2019, Forbes classe les Hiridjee 6e fortune d'Afrique francophone et 2e fortune malgache avec 705 millions de dollars.

### Diversification du groupe Hiridjee
En 1995, Hassanein Hiridjee, fils de Rossanaly Hiridjee, créé l’entreprise immobilière First Immo à Madagascar. Par la suite, le Groupe se lance dans le marché de l’énergie avec Électricité de Madagascar (EDM) , avant d’entrer au capital de Jovena en 2004.
En 2004, le groupe familial élargit sa présence dans les télécoms grâce à l’acquisition de Télécom Malagasy (Telma), l’opérateur historique de Madagascar. Le lancement de Telma mobile sera opérationnel en 2006. En 2010, l’entreprise déploie le service de mobile money MVola.
En 2014, AXIAN en partenariat avec CIEL Group, fait l’acquisition de 51% des parts de la Banque nationale de l'industrie auprès du Crédit agricole. Cette acquisition est suivie d’une expansion des activités de la banque lui permettant d’ouvrir de nouvelles agences. Elle en compte à ce jour 111. La banque lance la solution de microfinance numérique Kred en 2019,.

## Secteurs d’activités et marques

### Axian Energy
Axian Energy regroupe l’ensemble des entreprises du Groupe Axian œuvrant dans le secteur de l’énergie en Afrique. Le pôle se développe autour de ses activités de production et de distribution d'énergie.
Les activités de Axian Energy sont tournées vers la transition énergétique, les énergies renouvelables, et se déploient sur plusieurs pays du continent africain.
Créé en 2022, NEA (New Energy Africa) est une intégration de plusieurs entités du pôle opérant dans la production et la distribution d'énergies renouvelables, pour l'instant à Madagascar et au Sénégal. NEA gère quatre centrales hybrides situées dans le Nord-Est et le Sud-Ouest de Madagascar dont l'électricité est vendue à la Jirama, la compagnie nationale d'électricité malgache.
La ferme solaire d'Ambatolampy, dont Axian est actionnaire à 51% en partenariat avec la société GreenYellow, est en activité depuis 2018. Après une seconde tranche d'investissements de 16.2 millions de dollars financés par Société Générale, BMOI et AXIAN avec la garantie GuarantCo et l'African Guarantee Fund, la centrale photovoltaique d'Ambatolampy est passée d'une capacité de 20MWh à 40MWh. En avril 2022, il s'agissait de la première centrale solaire du pays raccordée au réseau et financée par des fonds privés.
Présent à Madagascar et au Mali, WeLight, un partenariat entre Axian, Sagemcom et la banque de développement norvégienne Norfund, est une entreprise fournissant des solutions mini-réseau en milieu rural reposant sur les énergies renouvelables. Elle distribue l'électricité via des compteurs électriques prépayés installés dans chaque foyer, associés à un système de paiement de mobile money.
La Compagnie Générale d'Hydroélectricité de Volobe (CGHV) est le groupement d'entreprise SN Power, Africa50, Colas, Axian,. En 2023, le gouvernement malgache et la Compagnie générale hydroélectrique de Volobe (CGHV) ont signé un accord pour la construction d'une centrale hydroélectrique de 120 MW sur le fleuve Ivondro. Ce projet permettra de raccorder les principales villes du pays, notamment dans la région Atsinana, et donner à environ deux millions de personnes un accès fiable à l’électricité,. La même année, un accord-cadre a été conclu entre l'État malgache et la CGHV prévoyant que l'État malgache étudiera, financera et construira la ligne d'interconnexion et les postes de sous-stations entre les réseaux d'Antananarivo et de Toamasina, avant la mise en service de la centrale hydroélectrique de Volobe.

### Axian Telecom
Axian Telecom est un fournisseur panafricain de services de télécommunications opérant sur huit marchés par le biais de ses filiales et joint-ventures, notamment en République de Tanzanie, à Madagascar, au Togo, en Ouganda, Sénégal, à la Réunion et Mayotte, et aux Comores. Elle opère dans trois secteurs d'activité fournissant des services de réseau mobile ainsi que des infrastructures numériques et des services de mobile money.
Le pôle est actuellement constitué des marques MNOs telles que Only Mayotte, Free à la Réunion, Free au Sénégal, Telma Madagascar, Telma Comores, Togocom Groupe, Tigo Tanzanie et Zantel. Par ailleurs, la dernière acquisition d’Axian Telecom, les opérations de Millicom en Tanzanie sous les marques Tigo et Zantel, a doublé de nombre d’abonnés du pôle pour maintenant atteindre les 33 millions de clients mobiles.
Les entités du pôle font partie des premiers pionniers de la 5G en Afrique avec notamment Telma à Madagascar et TOGOCOM au Togo.

#### Consolidation de Free au Sénégal
Mi-2023, les autorités régulatrices Sénégalaises entérine le rehaussement de la participation d’AXIAN Telecom dans Free au Sénégal de 40% à 80%, une joint-venture avec le Groupe Illiad de Xavier Niel,.

### Axian Real Estate
Axian Real Estate est le pôle regroupant les deux entreprises dans le domaine de l'immobilier, Firstimmo et SGEM. Les deux entités sont basées à Madagascar.
Firstimmo, entreprise créée en 1995[réf. nécessaire], entrepend la promotion immobilière tertiaire et résidentielle.
SGEM opère dans le Facility Management et la gestion locative de propriété foncière, notamment: Park Alarobia à Antananarivo, développé par Firstimmo, qui accueille aussi American School of Antananarivo.

### Axian Financial Services
Axian Financial Services est le pôle d'Axian qui regroupe l'ensemble des activités liées aux services financiers et bancaires. Il est constitué de trois entreprises.
BNI Madagascar est une banque commerciale à Madagascar. Elle propose les services d'une banque universelle pour les segments Retail, SME et Corporate à travers 108 agences. Elle est détenue en partenariat avec CIEL Group de l'île Maurice à travers Indian Ocean Financial Holding Ltd (IOFHL). L'état malgache détient 32.58% de la banque,.
BNI a lancé la solution de microfinance digitale KRED en 2019.
IORS est l'entité du groupe qui offre des services de courtage d'assurance et de gestion des risques.
Au sein du pôle services financiers, le département Private equity et Venture Capital investissent également dans des fonds d'investissement en Afrique : Partech Africa 1, Adenia Capital IV, ECP IV, Amethis II, ADP III, ACTIS Energy 5, TLCOM et Disruptech Egypt Fund I,.
En 2022, Axian Financial Services a lancé son plan d'investissement direct dans les startups africaines via une activité de Corporate Venture. Le premier investissement direct était dans Lipa Later, une entreprise kenyane qui opère dans le crédit à consommation (BNPL) s'appuyant sur l'analyse de données et les nouvelles technologies de scoring.

#### Lancement d’AXIAN Investment
En 2023, le groupe lance AXIAN Investment, une structure destinée à accompagner les jeunes entreprises du secteur technologique sur le continent à travers deux activités : les investissements dans des fonds et des investissements dans le capital risque.  AXIAN Investment ouvre un nouveau bureau à Nairobi, au Kenya - sur le continent africain - au moment où de nombreux investisseurs en capital-risque se retirent à la suite de la récession économique et de l'inflation élevée. En 2024, le Groupe à travers AXIAN Investment, investi dans Bosta, une startup égyptienne spécialisée dans les solutions logistiques de livraison, notamment en Égypte et en Arabie Saoudite.

### Axian Open Innovation & Fintech
Axian Open innovation & Fintech est le pôle qui regroupe l’ensemble des entreprises œuvrant dans le secteur des fintechs, de la Big Data et de l’innovation. Le pôle a été créé en 2020 avec une vision futuriste en installant l’innovation comme pilier du groupe. On retrouve au sein du pôle les entreprises telles que : NEXTA - la plateforme d’incubation d’entrepreneurs et de formation inspiré de la Station F à Paris, PULSE - services digitaux ou encore la première banque digitale de Madagascar, MVOLA.

## Fondations

### Fondation Axian
La Fondation Axian est une organisation qui met en place et déploie la stratégie Responsabitlité Sociétale des Entreprises (RSE) et philanthropique pour le groupe Axian en collaboration avec ses diverses filiales. Ses programmes sont centrés autour de partenariats avec des acteurs locaux et sont déployés dans toutes les régions où le groupe est présent. Le programme Nunya Togocom, par exemple, a pour objectif d'améliorer les conditions d'éducation au Togo en construisant des salles de classe dans des zones où les enfants ont un accès limité ou inexistant à des infrastructures scolaires. Ce type de programme a été lancé sous le nom Sekoly Telma à Madagascar en partenariat avec Telma Madagascar en 2015.
La Fondation Axian intervient également dans le secteur de la santé, à travers le programme Salama BNI, qui vise à aider à la construction et à la rénovation d'infrastructures liées aux établissements de santé, principalement des centres de santé. Le Centre de Santé de Base (CSB) I Amboaroy, inauguré en 2022, comprend des aménagements adaptés, diverses salles, une pharmacie et un bloc sanitaire. Ce même programme prévoit également la distribution de vivres et de denrées aux personnes vulnérables
Ce modèle de fonctionnement a été répliqué aux Comores avec le Programme Entreprise Mkaribu, porté par la Fondation Axian et Telma Comores, en partenariat avec l'UNFPA, qui vise à améliorer l'accès et la qualité des services médicaux de base en mettant en opération une clinique mobile sur la Grande Île.
En outre, la Fondation Axian a apporté son soutien à l'inauguration du troisième American Corner de Madagascar en février 2022, en fournissant des outils d'apprentissage de l'anglais, une bibliothèque et un espace multimédia avec des ordinateurs connectés à un internet haut débit.
Enfin, la Fondation Axian participe aux plans de relève en partenariat avec les ministères concernés lors d'urgences sociétales.

### Fondation H
La Fondation H est une fondation privée malgache soutenant la création artistique du continent africain et de ses diasporas. Elle a été créée par Hassanein Hiridjee, à Madagascar en 2017 et est reconnue d’utilité publique depuis 2018.
Elle a ouvert un premier espace d’exposition à Antananarivo (Madagascar) en mai 2019, puis un second à Paris (France) en septembre 2020. Ces deux espaces exposent des artistes émergents ou plus confirmés du continent africain et de la diaspora en accueillant un programme d’expositions temporaires et des événements autour des artistes invités. Par ailleurs, la fondation est mécène du pavillon Madagascar lors de la Biennale de Venise en 2019 ou encore la « Saison Africa 2020 ».

## Enseignement

### Partenariat avec l’École 42
Le groupe AXIAN et Ecole 42 s’associent pour l’ouverture d’un campus 42 à Antananarivo. Madagascar devient ainsi le 2ème pays africain à rejoindre le plus grand réseau d’écoles d’informatique au monde gratuites, innovantes et ouvertes à tous et à toutes, sans condition de diplôme et sans limite d’âge,.

## Scandales financiers

### Panama Papers
L'un des dirigent de la société, Raza-Aly Hiridjee, est cité dans le scandale financiers des Panama Papers et détiendrait une société écran aux Îles Vierges britanniques, l'un des plus grands paradis fiscaux du monde.